# بابلو مارتينيز (لاعب كرة قدم باراغواياني)
بابلو مارتينيز (بالإسبانية: Pablo Martínez) هو لاعب كرة قدم باراغواياني، ولد في 30 نوفمبر 1996 في أسونسيون في باراغواي. لعب مع نادي لانوس.

## وصلات خارجية
- بابلو مارتينيز على موقع قاعدة بيانات كرة القدم.إي يو (الإنجليزية)
- بابلو مارتينيز على موقع Soccerway.com (الإنجليزية)